# Старопатица
Старопатица (буг. Старопатица) је село на северозападу Бугарске у општини Кула у Видинској области. Према подацима пописа из 2021. године село је имало 239 становника.
Налази се 13 километара јужно од Куле и лежи на реци Добрјанов дол и језеру Полетковци које је погодно за рекреацију и риболов.

## Демографија
Старопатица је треће највеће насеље у општини Кула по броју становника. Према подацима пописа из 2021. године село је имало 239 становника док је према попису из 2011. било 383 становника. Већину становништва чине Бугари.
| Етнички састав према попису из 2011.‍ | Етнички састав према попису из 2011.‍ | Етнички састав према попису из 2011.‍ | Етнички састав према попису из 2011.‍ | Етнички састав према попису из 2011.‍ |
| ------------------------------------ | ------------------------------------ | ------------------------------------ | ------------------------------------ | ------------------------------------ |
|                                      |                                      |                                      |                                      |                                      |
| Бугари                               | Бугари                               |                                      | 376                                  | 98,17%                               |
| Роми                                 | Роми                                 |                                      | 3                                    | 0,78%                                |
| Нису одговорили                      | Нису одговорили                      |                                      | 4                                    | 1,04%                                |